# Joachim Bahlcke
Joachim Bahlcke (* 29. září 1963, Göttingen) je německý historik a vysokoškolský pedagog.
Od roku 2003 působí na Historickém institutu Stuttgatské univerzity. Zaměřuje se na společenské, ústavní a politické dějiny střední a východní Evropy v raném novověku, především na dějiny Slezska a Lužice a na dějiny německo-polských a německo-českých vztahů.